# Тарабай (Бразилия)
Тарабай (порт. Tarabai) — муниципалитет в Бразилии, входит в штат Сан-Паулу. Составная часть мезорегиона Президенти-Пруденти. Входит в экономико-статистический микрорегион Президенти-Пруденти. Население составляет 6578 человек на 2006 год. Занимает площадь 197,221 км². Плотность населения — 33,4 чел./км².

## Статистика
- Валовой внутренний продукт на 2003 составляет 42.802.033,00 реалов (данные: Бразильский институт географии и статистики).
- Валовой внутренний продукт на душу населения на 2003 составляет 6.886,89 реалов (данные: Бразильский институт географии и статистики).
- Индекс развития человеческого потенциала на 2000 составляет 0,763 (данные: Программа развития ООН).